# Rubinyi Tibor
Rubinyi Tibor; Rubin (Budapest, 1895. szeptember 29. – Wels, Ausztria, 1945. május 14.) színész.

## Életútja
Rubin Emil posta- és távirdatiszt és Klein Janka fia. Kereskedelmi érettségit tett. 1915-ben végezte a Színészakadémiát, majd Sziklay Kornél Érdekes Kabaréjában lépett színpadra. 1917-ben a Magyar Színházban, 1917 őszén Pozsonyban szerepelt, 1920-21-ben Kassán játszott, innen Debrecenbe szerződött, azután 1923-ban Bárdos Artúr a Renaissance Színházhoz hívta meg. 
1924. november 5-én feleségül vette Winternitz Márton és Berger Franciska lányát, Katalint, majd 1927-ben elváltak.
Működött még 1924-ben Szegeden, 1924-26-ban a Magyar Színházban, 1926-27-ben a Király Színházban. 1927-28-ban Miskolcra ment, majd 1928-ban a Fővárosi Operettszínház tagja lett. 1929–30-ban a Fővárosi Művész, 1930 és 1932 között a Magyar Színház művésze volt, ezután 1932-ben újból a Fővárosi Operettszínházban, 1933-ban a Belvárosi Színházban, 1933–34-ben a Royal Orfeumban, 1934-ben a Pesti és Víg-, 1934–1936 között a Városi, 1935–36-ban a Belvárosi, 1935-ben a Royal Revü és az Andrássy úti Színházban lépett fel. 
1936 és 1939 között a Nemzeti Színházban játszott, 1940-ben visszakerült a Fővárosi Operettszínházhoz. A színészkamara tagja volt 1944-es kizárásáig. A második világháború befejezését követően pár nappal hunyt el Ausztriában.

## Fontosabb színházi szerepei
- Antonius (Shakespeare: Julius Caesar)
- Balóthy (Kálmán I.: Ördöglovas)
- La Trémouille (Shaw: Szent Johanna)
- Hadházy (Zágon I.: Feltételes megállóhely)

## Filmszerepei
- Piri mindent tud (1932) – Mr. Abel, amerikai üzletember
- Iza néni (1933)
- Egy éj Velencében (1933) – szállodaportás
- Meseautó (1934) – a Központi Bank egyik aligazgatója
- A csúnya lány (1935) – vendég a szállodában
- Budai cukrászda (1935) – statiszta a tárlaton
- Az új földesúr (1935) – Taréjjy
- Café Moszkva (1935) – orosz tiszt
- Az okos mama (1935) – vendég Kállayéknál
- Havi 200 fix (1936) – ideges úr a bárban
- Pogányok (1936)
- Lovagias ügy (1937) – párbajozó férfi a vívóteremben
- Tokaji rapszódia (1937) – angol vevő a borszaküzletben
- Erzsébet királyné (1940) – rendőrfőnök
- Európa nem válaszol (1941) – utas a hajón
- Ne kérdezd, ki voltam (1941) – szállóvendég
- Csákó és kalap (1941) – tudós kolléga
- Kísértés (1941) – vendég a szállodában